# Penelope jacquacu
A Penelope jacquacu a madarak osztályának tyúkalakúak (Galliformes) rendjébe és a hokkófélék (Cracidae) családjába tartozó faj.

## Rendszerezése
A fajt Johann Baptist von Spix német ornitológus írta le 1825-ben.

## Alfajai
- Penelope jacquacu granti Berlepsch, 1908
- Penelope jacquacu orienticola Todd, 1932
- Penelope jacquacu jacquacu Spix, 1825
- Penelope jacquacu speciosa Todd, 1915

## Előfordulása
Dél-Amerika északnyugati részén, Bolívia, Brazília, Ecuador, Kolumbia, Guyana, Peru és Venezuela területén honos. Természetes élőhelyei a szubtrópusi és trópusi síkvidéki és hegyi esőerdők, valamint mocsári erdők. Állandó, nem vonuló faj.

## Megjelenése
Testhossza 66–76 centiméter, testtömege 1250–1780 gramm. Arca kék és vörös torka van.
|  |

## Életmódja
Kisebb gyümölcsökkel táplálkozik.

## Természetvédelmi helyzete
Az elterjedési területe rendkívül nagy, egyedszáma ugyan csökken, de még nem éri el a kritikus szintet. A Természetvédelmi Világszövetség Vörös listáján nem fenyegetett fajként szerepel.

## Külső hivatkozások
- Képek az interneten a fajról
- Internet Bird Collection - videók a fajról
- Xeno-canto.org - a faj hangja és elterjedési területe